# A XX-a Dinastie Egipteană
Dinastia a XX-a a Egiptului Antic (1189 – 1077 î.Hr.) a fost o dinastie din perioada Noului Regat, din care au făcut parte cunoscuții faraoni Ramses al III-lea și Ramses al IV-lea.
Dinastie precedentă: Dinastia a XIX-a
Dinastie succesivă: Dinastia a XXI-a

## Lista Faraonilor
| Nume                                           | Imagine | Comentariu                                                        | Domnie          |
| ---------------------------------------------- | ------- | ----------------------------------------------------------------- | --------------- |
| Userkhaure Setnakhte                           |         |                                                                   | 1190–1186 î.Hr. |
| Usermaatre-meryamun Ramses al III-lea          |         | Fiul lui Setnakhte. Probabil a fost asasinat.                     | 1186–1155       |
| User/Heqamaatre-setpenamun Ramses al IV-lea    |         | Fiul lui Ramses al III-lea.                                       | 1155–1149 î.Hr. |
| Usermaatre-sekheperenre Ramses al V-lea        |         |                                                                   | 1149–1145 î.Hr. |
| Nebmaatre-meryamun Ramses al VI-lea            |         | Fiul lui Ramses III. Fratele lui Ramses IV. Unchiul lui Ramses V. | 1145–1137 î.Hr. |
| Usermaatre-setpenre-meryamun Ramses al VII-lea |         | Fiul lui Ramses VI.                                               | 1137–1130 î.Hr. |
| Usermaatre-akhenamun Ramses al VIII-lea        |         |                                                                   | 1130–1129 î.Hr. |
| Neferkare-setpenre Ramses al IX-lea            |         |                                                                   | 1129–1111 î.Hr. |
| Khepermaatre-setpenptah Ramses al X-lea        |         |                                                                   | 1111–1107 î.Hr. |
| Menmaatre-setpenptah Ramses al XI-lea          |         |                                                                   | 1107–1077 î.Hr. |